# Sukhaura
Sukhaura (nep. सुखौरा) – gaun wikas samiti w zachodniej części Nepalu w strefie Dhawalagiri w dystrykcie Baglung. Według nepalskiego spisu powszechnego z 2011 roku liczył on 266 gospodarstw domowych i 1118 mieszkańców (625 kobiet i 493 mężczyzn).